# Zahnradbahn Monte Carlo–Riviera Palace
| Monte Carlo–Riviera Palace | Monte Carlo–Riviera Palace |
| -------------------------- | -------------------------- |
| Triebwagen der Zahnradbahn |                            |
| Streckenlänge:             | 0,528 km                   |
| Spurweite:                 | 1000 mm (Meterspur)        |
| Stromsystem:               | 550 V =                    |
| Maximale Neigung:          | 266 ‰                      |
| Zahnstangensystem:         | Strub                      |
|                            |                            |

Die Zahnradbahn Monte Carlo–Riviera Palace war ein Verkehrsmittel in Südfrankreich und Monaco.

## Geschichte

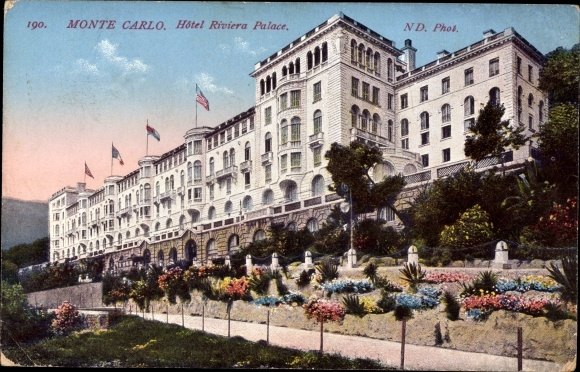
Riviera Palace Hotel

Die Compagnie Internationale des Grands Hotels, ein Tochterunternehmen der Compagnie Internationale des Wagons-Lits betrieb ab 1894 weltweit eine Reihe von Hotels für das gehobene Publikum. Eines davon war das 1898 errichtete Hotel Riviera Palace in Beausoleil in Südfrankreich, unweit von Monte Carlo im Fürstentum Monaco.

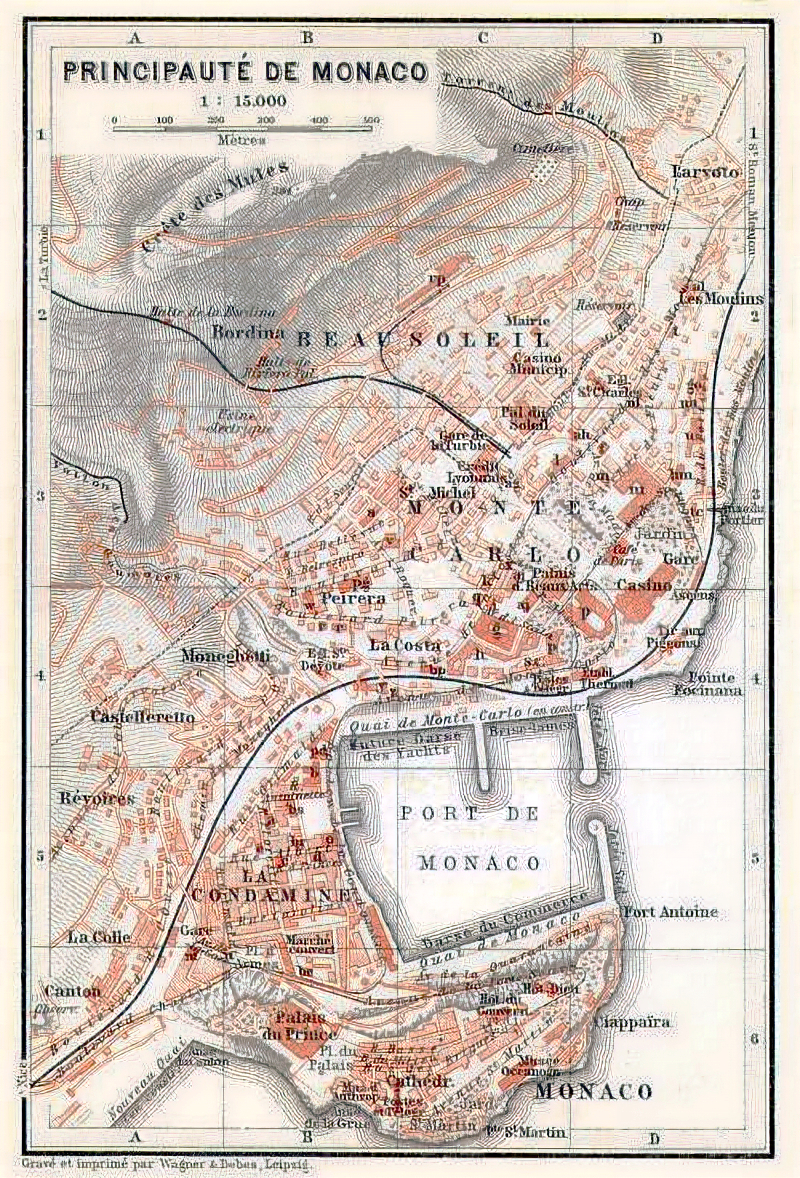
Karte von Monaco und Beausoleil. Die Zahnradbahn Monte Carlo–Riviera Palace ist in der Mitte der oberen Hälfte ersichtlich

 Im Jahr 1903 beauftragte das Hotelunternehmen die Errichtung einer elektrisch betriebenen Zahnradbahn zur Verkehrserschließung ebendieses Hotels.
Die in Meterspur errichtete Bahn begann am Vorplatz des Ausgangsbahnhofes der Zahnradbahn La Turbie–Monte Carlo und teilte sich  mit ihr auch einen  Streckenabschnitt. Für die Einfädelung der Hotelstraßenbahn in die Dampfzahnradbahn nach La Turbie wurde eine interessante Lösung gefunden. Die Hotelstraßenbahn fuhr im Untergeschoss der Talstation der La Turbie-Zahnradbahn in eine kurze, steile tunnelartige Rampe und fädelte nach deren Ende in den Gleiskörper der La Turbie-Zahnradbahn ein. Wie das historische Photo rechts oben zeigt, bestand im Gemeinschaftsabschnitt aber eine Gleisverschlingung, beide Bahnen hatten separate Schienen und separate Zahnstangen.
Die Reisezeit betrug nur fünf Minuten, es wurde ein verhältnismäßig dichtes Intervall von 20 Minuten angeboten. Nach einem zeitgenössischen Zeitungsbericht ereignete sich wenige Tage nach der Eröffnung der Bahn ein schwerer Unfall, bei dem einer der beiden Triebwagen schwer beschädigt wurde. Nach Änderung der Bremsvorrichtungen wurde der Betrieb erst ein Jahr später wieder aufgenommen. Nach diesem Unfall stand der Zahnradbahn nur mehr ein Fahrzeug zur Verfügung. 
Ab 1910 wurde der Betrieb auf einen einzigen Triebwagen mit nur 20 Abfahrten pro Tag reduziert und das Hotel organisierte die Fahrten mit Autos, die direkt am Eingang des Casinos von Monte Carlo ankamen.
Mit dem Ausbruch des Ersten Weltkrieges 1914 wurde der Betrieb der Zahnradbahn eingestellt und nicht mehr wieder aufgenommen.

## Technik
Diese sehr kurze Bahn war nur 528 Meter lang, davon lagen 95 Meter auf monegassischem Staatsgebiet. Sie wurde nach System Strub errichtet und mit 550 Volt Gleichstrom elektrifiziert. Die Strecke überwand einen Höhenunterschied von 180 Metern und hatte 266 ‰ Maximalsteigung.
Es wurden zwei Triebwagen mit je 84 PS beschafft.

## Galerie

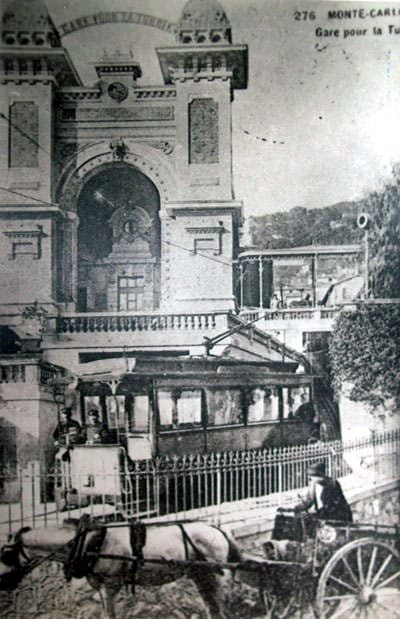
Triebwagen der Hotelstraßenbahn vor der Einfahrt in den gemeinsamen Bahnhof
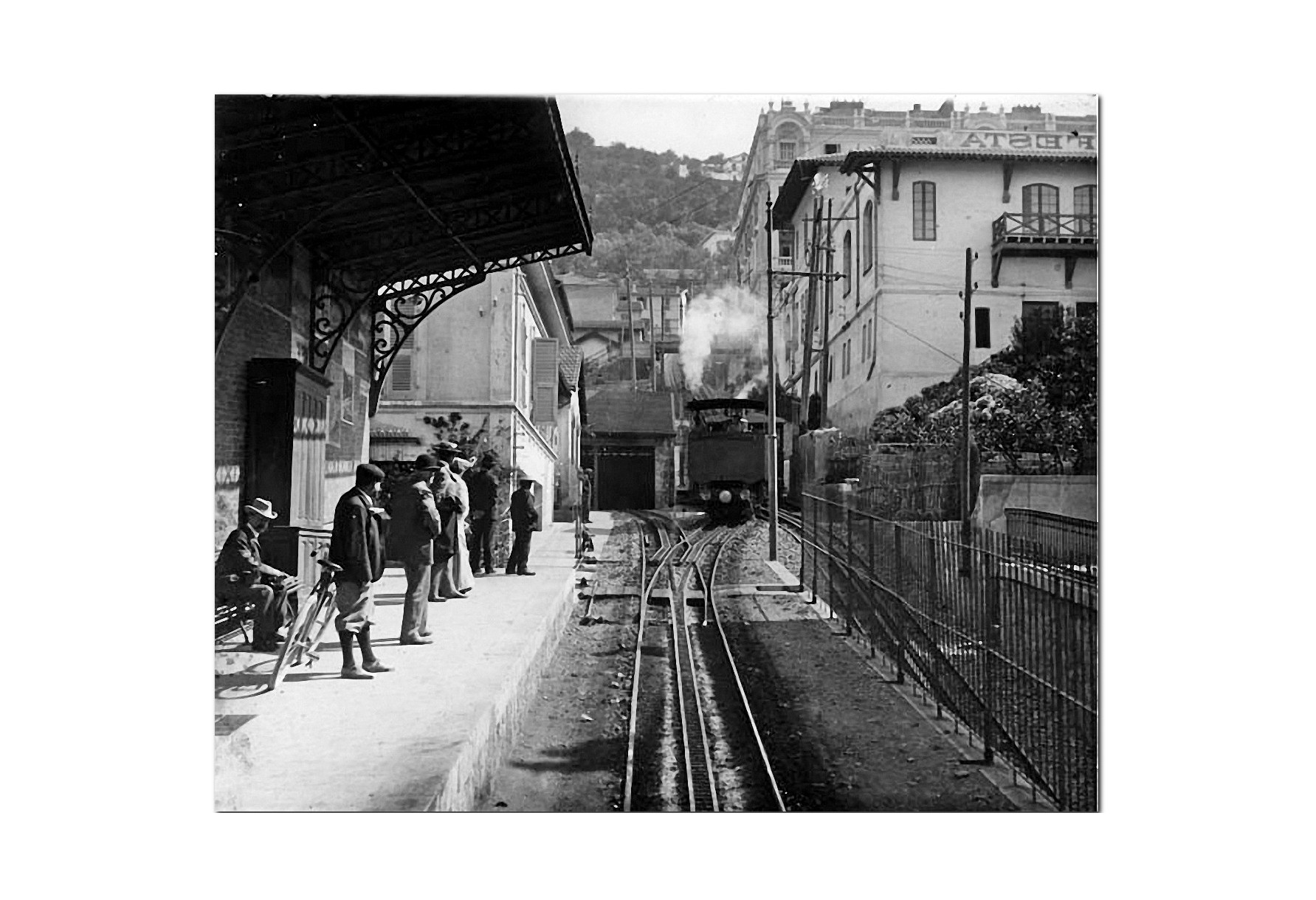
Gemeinsame Station der Zahnradbahn nach La Turbie und der Zahnradstraßenbahn zum Riviera Palace-Hotel
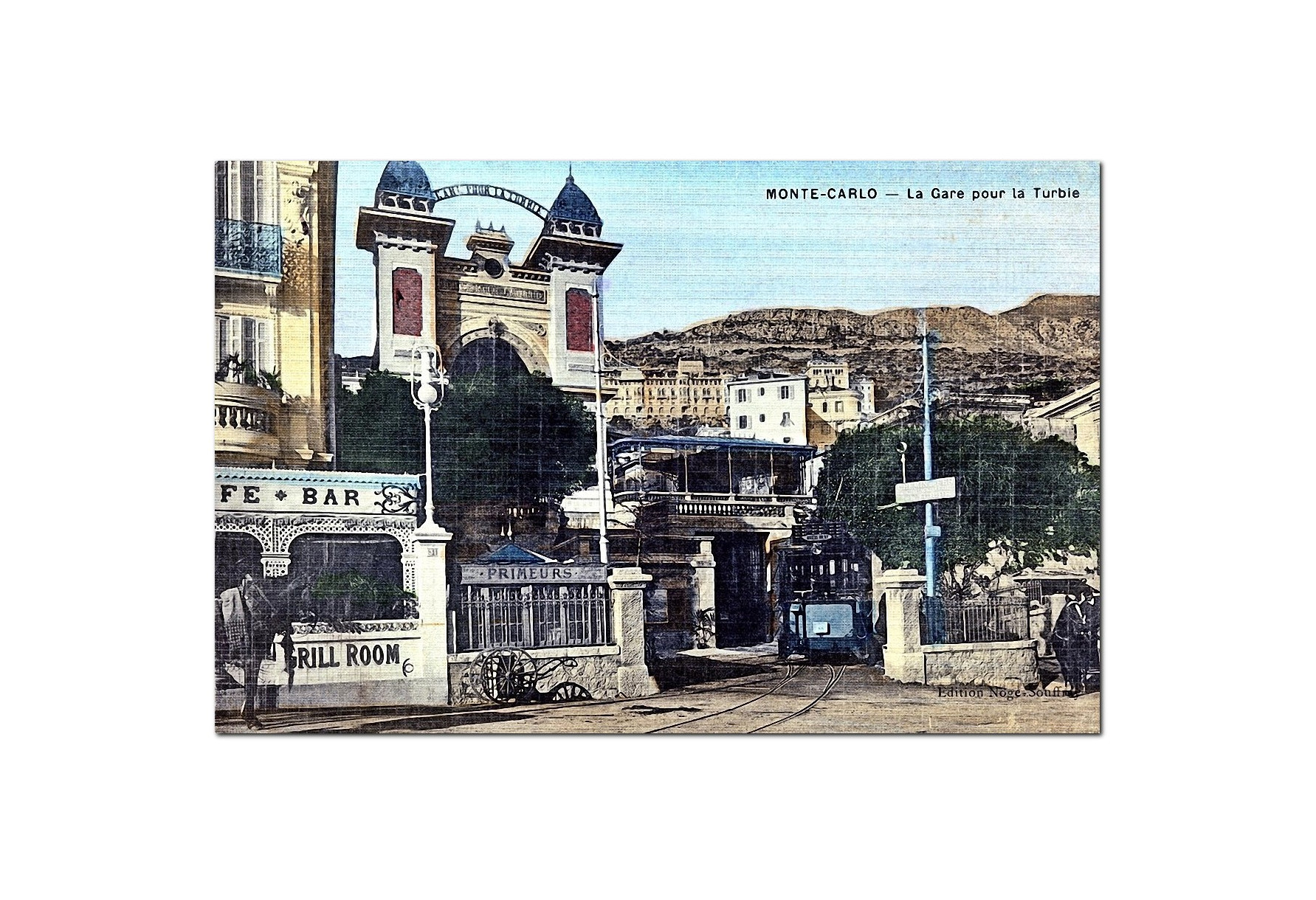
Postkarte der Talstation der Zahnradbahn nach La Turbie